# Каунда, Кеннет
Кеннет Дэвид Бучайзья Ка́унда (англ. Kenneth David Buchizya Kaunda; 28 апреля 1924, Чинсали, Северная Родезия — 17 июня 2021, Лусака, Замбия) — первый премьер-министр и президент Замбии.

## Биография
Кеннет Дейвид Каунда родился 28 апреля 1924 года в селении Лубва близ города Чинсали в британской колонии Северная Родезия в семье африканского священника из народности чева, преподававшего в африканской школе при шотландской пресвитерианской миссии. В 1920-х годах отец Каунды основал «Общество благосостояния Мвензо» — первую в колонии «добровольную туземную ассоциацию», которая вела просветительскую деятельность, способствовала росту самосознания местного населения и преодолению межплеменных барьеров. Основная часть племени, к которому принадлежал отец, проживала на территории соседней колонии Ньясаленд, что впоследствии позволило политическим противникам Каунды поставить под сомнение его гражданство. Его мать была одной из первых женщин-учительниц в Северной Родезии.
Кеннет Каунда окончил школу при шотландской пресвитерианской миссии, а в августе 1941 года был определён в школу 2-й ступени «Мунали» в столице колонии городе Лусаке.

### Педагогическая и политическая деятельность в Северной Родезии (1943—1958)
В 1943 году Каунда окончил школу в Лусаке и, несмотря на просьбы родителей остаться в столице, возвратился на родину в Лубва, где стал преподавать в миссионерской школе. Каунда вскоре получил место директора этой школы, однако в 1945 году подал прошение об уходе и уехал в Чинсали. Там он устроился инструктором в армию, но был уволен. В Чинсали Каунда работал секретарем Ассоциации молодых фермеров, затем около двух лет работал учителем в соседней британской колонии Танганьика, затем — чиновником колониальной администрации в Солсбери (Южная Родезия). В начале 1948 года Каунда вернулся в Северную Родезию и получил должность директора средней школы Объединённых миссий Коппербельта в городе Муфулира (провинция Медный пояс). В то же время Каунда руководил отрядом бойскаутов и был хормейстером в церкви Центральноафриканской конгрегации. Одновременно он вступил в партию Африканский национальный конгресс (АНК) и возглавил её районное отделение.
Уже в апреле следующего, 1949 года Каунда оставил постоянную работу в школе, оставив себе только часть уроков, и перешёл к партийной деятельности, в 1952 году возглавив провинциальное отделение АНК. 11 ноября 1953 года он занял второй по значению партийный пост, стал генеральным секретарем АНК по Северной Родезии. Вместе с президентом АНК Гарри Нкумбулой Каунда пытался организовать действенное сопротивление созданию Федерации Родезии и Ньясаленда. Каунда был автором большинства партийных документов, подвергался арестам со стороны колониальных властей и даже в заключении продолжал самообразование и теоретическую работу. В целях конспирации ему часто приходилось переезжать с места на место. В 1955 году Каунда вместе с Нкумбулой был приговорен к двум месяцам тюремного заключения за распространение нелегальной литературы. В 1957 году Каунда совершил свою первую поездку в Европу, где в Великобритании слушал лекции в школе для профсоюзных активистов Лейбористской партии.

### Лидер Африканского национального конгресса Замбии (1958—1960)
Вернувшись на родину, он возглавил левое крыло АНК, которое выступило против руководства партии, обвинив Нкумбулу в соглашательстве с колониальной администрацией. В октябре 1958 года группировка Каунды вышла из АНК и позднее основала новую партию — Африканский национальный конгресс Замбии (ЗАНК). Каунда возглавил ЗАНК и стал ведущим идеологом борьбы за независимость колонии.
Хотя Каунда придерживался традиционных для АНК ненасильственных методов борьбы за достижение политических целей, он и его партия были обвинены в пропаганде насилия и терроризме. В марте 1959 года ЗАНК был объявлен вне закона, а более ста его лидеров и активистов во главе с Каундой были отправлены в тюрьмы. В июне Каунда был приговорен к 9 месяцам заключения, которые он провел в тюрьмах Лусаки и Солсбери. Несмотря на давление, в тюрьме Каунда отклонил требование отказаться от политической деятельности и жить как частное лицо.

### Создание ЮНИП и борьба за независимость (1960—1964)
Вскоре от АНК откололась ещё одна левая группировка, которая вместе с членами запрещенного ЗАНК и Объединённой партии свободы образовала основу Объединённой партии национальной независимости (ЮНИП), получившей поддержку среди африканского населения промышленных центров. Объединением руководил Матиас Майнза Чона. В конце января 1960 года на 1-й конференции новой партии освобожденный из тюрьмы Каунда был избран президентом ЮНИП.
В декабре 1962 года Каунда стал министром управления и социального обеспечения, а в августе 1964 года был избран тайным голосованием членов Законодательного совета президентом Замбии, что было зафиксировано в Конституции.

### Президент Замбии (1964—1991)
24 октября 1964 года Кеннет Каунда стал первым президентом получившей независимость Замбии.
Каунда развивал систему образования, стремясь к модернизации страны, вначале нищей и безграмотной; открыл Университет Замбии. В экономике проводил политику передачи контроля над компаниями государству и создания национальных компаний, что привело к увеличению валового внутреннего продукта во много раз. В 1976 году с помощью КНР было завершено строительство железной дороги ТАНЗАМ (1860 км), соединившей Центральную провинцию Замбии со столицей Танзании Дар-эс-Саламом (12 июля 1970 года КНР заявила о решении выделить Замбии и Танзании заем на строительство ТАНЗАМ.)
Однако в середине 1970-х годов увеличились расходы на импорт нефти, запасами которой страна не обладала, и произошло падение цен на медь на мировом рынке, что привело к ухудшению экономического положения. К концу правления Каунды Замбия оказалась в списке беднейших государств мира. Темпы инфляции превышали 70 %, дефицит государственного бюджета достиг 7,4 % от ВВП, просроченная задолженность от долга в 7,4 миллиарда долларов составляла 3,4 миллиарда. Более миллиона замбийцев оказались безработными. «Я признаю, что единственной моей ошибкой было то, что мы слишком долго субсидировали потребление» заявил Каунда. Все социальные достижения были утрачены. Власти заморозили цены, ввели твердый курс национальной валюты, запретили ввоз «предметов роскоши» и снизили цены на товары первой необходимости.
Каунда и его партия провозгласили политику «Африканского социализма» (как Джулиус Ньерере и Кваме Нкрума), но в виде объявленного официальной идеологией «замбийского гуманизма», политико-философская и социально-экономическая концепция которого излагалась в разработанном под началом манифесте «Гуманизм в Замбии и руководство по его осуществлению» (первая часть вышла в 1967 году, вторая — в 1974 году). Каунда определял свою теорию как «сочетание капитализма XIX века с коммунизмом». Сам Кеннет Каунда говорил в одном из своих интервью:
«Своё счастье я мыслю в борьбе. В ней осознаю собственную значимость и собственную силу. Мы боролись против колониализма и, добившись независимости, боремся за права других угнетенных народов, поддерживаем их массовые движения, неважно в каком уголке земли это происходит. Все, кто сражается за справедливость, могут рассчитывать на нашу поддержку.»
Когда в 1970 году правительство осуществило частичную национализацию ключевой в экономике страны медной промышленности посредством выкупа 51 % акций компаний, вице-президент Замбии и заместитель председателя правящей партии Саймон Капвепве (друг детства Каунды) выступил за полную их экспроприацию. В ответ Каунда распустил ЦК ЮНИП и провёл на конференции ЮНИП 1971 года устав, упразднивший партийный пост своего заместителя, а покинувший ЮНИП Капвепве создал оппозиционную Объединённую прогрессивную партию (ЮПП), запрещённую уже в 1972 году по обвинению в трайбализме.
К началу 1973 года в стране установилась «система однопартийной партисипативной демократии». Президент сосредоточил в своих руках абсолютную власть, создавался его культ личности. На президентских выборах проходило голосование за или против единственного кандидата Каунды, набиравшего 89 %, 81 % и 95 % на выборах 1973, 1978 и 1983 годов соответственно, хотя на выборах 1978 года впервые в истории независимой Замбии пост президента страны пытались оспаривать ещё 3 кандидата, кроме Каунды (2 члена ЮНИП и 1 беспартийный).
В октябре 1988 года была предпринята попытка военного переворота, в организации которой был обвинен генерал-лейтенант Кристофер Тембо. Однако заговорщики не были подвергнуты серьёзным репрессиям, а сам Тембо, лишившись воинского звания, в 1990 году был освобожден из тюрьмы.

### Внешняя политика
Во внешней политике Каунда стремился выступать посредником между режимом апартеида в ЮАР и чёрными повстанцами, вёл переговоры с лидерами ЮАР, за что подвергался критике. Он предоставил убежище многим диссидентам из соседних стран, резко критиковал белое руководство Южной Родезии. В феврале 1984 года по его инициативе в Лусаке прошла встреча представителей Анголы, США и ЮАР. Был посредником во множестве конфликтов, в том числе и в гражданской войне в Чаде.
Каунда привёл Замбию в Движение неприсоединения и был его председателем в 1970—1973 годах. В 1970—1971 и 1987—1988 годах он также был председателем Организации африканского единства (ОАЕ), а в сентябре 1985 года был избран председателем группы «прифронтовых государств» и разрешил разместить в Лусаке штаб-квартиру АНК ЮАР.
26 — 28 ноября 1987 года Каунда последний раз посетил СССР с рабочим дружественным визитом.
Кеннет Каунда долгое время поддерживал режим Саддама Хуссейна в Ираке. В феврале 1991 года находившийся в оппозиции Каунде бывший генерал-лейтенант Кристофер Тембо заявил, что семья Саддама Хусейна была переправлена из Багдада в Замбию и поселилась в Лусаке. Каунда лично выступил с опровержением этих слухов, заявив, что не стал бы делать из этого тайны. «Никто не может указывать президенту независимой страны, что делать» — заявил он.

### Уход от власти
В 1986 году, когда экономическое положение Замбии сильно ухудшилось, Каунда назначил на пост министра иностранных дел известного экономиста Люка Мвананшику, ранее управлявшего финансами страны. Однако этот шаг не спас страну от экономического краха.
17 декабря 1990 года под влиянием демократизации в бывших странах социализма и после массовых народных волнений был принят ряд поправок к Конституции и начался процесс образования новых партий, самой влиятельной из которых стала Партия движение за многопартийную демократию Фредерика Чилубы. Каунда оставил пост лидера ЮНИП, партию возглавил К. Мусокотване.
В 1991 году после усилившейся критики Каунда был вынужден провести многопартийные выборы, где его партия уступила «Движению за многопартийную демократию», лидер которого Фредерик Чилуба стал президентом Замбии 2 ноября 1991 года. Каунда был вторым африканским лидером, проигравшим выборы, после лидера Бенина Матьё Кереку, ушедшего в марте того же года. Новое правительство объявило Каунду малавийцем и лишило гражданства, которое он восстановил в 2000 году в Верховном суде.

## Личность Каунды и его частная жизнь
Советский журналист Николай Решетняк, лично встречавшийся с президентом Каундой, характеризовал его как эмоционального и общительного человека, одного «из самых доступных африканских лидеров». Он часто встречался с журналистами и давал длинные, откровенные и не подготовленные заранее интервью.
Каунда всегда много читал и обладал огромной библиотекой, в которой соседствовали европейская классика, труды китайских философов, работы Джавахарлала Неру и Махатмы Ганди, полное собрание сочинений В. И. Ленина, и пр. Любил музыку, увлекался танцами, футболом, гольфом, охотой, играл в настольный теннис и шашки.
Кеннет Каунда был вегетарианцем, не курил, не употреблял спиртных напитков и даже не держал их в доме, не пил крепкого чая и кофе, предпочитал натуральные соки. Тога африканского вождя, в которой Каунда любил фотографироваться, будучи президентом, была сшита в СССР литовскими модельерами.

## Семья
С 1946 года Кеннет Каунда был женат на Бетти Каунда. У них было шесть сыновей и две дочери. Кроме того в семью был взят ещё один приемный сын. Один из сыновей умер в 1986 году. Бетти Каунда активно содействовала политической деятельности мужа, занималась организацией женского движения. Когда Каунда оказался в тюрьме, она организовала марш протеста и шла в первых рядах, даже когда колониальная полиция использовала слезоточивый газ. Бетти Каунда умерла 18 сентября 2012 года.
В честь Кеннета Каунды назван район Кеннет Каунда в Северо-Западной провинции ЮАР, аэропорт в столице Замбии Лусаке и улица в столице Намибии Виндхуке.

## Смерть
17 июня 2021 года Кеннет Каунда умер в возрасте 97 лет в военном госпитале Лусаки, куда был помещен 14 июня. Как сообщил сын Кеннета Каунды, его отец умер от воспаления лёгких. Президент Замбии Эдгар Лунгу объявил 21-дневный траур в память Каунды.